# Canthigaster tyleri
Canthigaster tyleri är en fiskart som beskrevs av Allen och Randall 1977. Canthigaster tyleri ingår i släktet Canthigaster och familjen blåsfiskar. Inga underarter finns listade.